# Aceria lateannulatus
Aceria lateannulatus (Synonym: Eriophyes tiliae rudis) ist eine Milbenart aus der Familie der Gallmilben (Eriophyidae).

## Merkmale

### Galle
Aceria lateannulatus führt auf Blättern zu zahlreichen, 5 mm hohen, keulenförmigen, nach oben verschmälerten und am Ende abgerundeten Nagelgallen. Die Galle ist grün oder gelbbraun bis rot gefärbt. Ihre Öffnung befindet sich auf der Blattunterseite und ist von kleinen weißen Härchen umgeben.

## Ähnliche Arten
- Eriophyes tiliae

## Verbreitung und Lebensraum
Aceria lateannulatus kommt in Europa häufig auf Winterlinde (Tilia cordata) und an der Kreuzung aus Winter- und Sommerlinde, der Holländischen Linde  (Tilia × europaea), vor.